# George Goldner
George Goldner (* 1. Januar 1918 in New York; † 15. April 1970 ebenda) war ein US-amerikanischer Musikverleger und Inhaber mehrerer unabhängiger Schallplattenlabels, der sich in den 1950er Jahren auf Rhythm and Blues spezialisiert hatte.

## Werdegang
Goldner hatte als angestellter Mambo-Lehrer in Tanzhallen von New York und New Jersey begonnen. Lateinamerikanische Musik war seine Passion, und ab 1945 gewann diese Stilrichtung in den USA an Popularität. Er wollte dies jedoch nicht länger als Inhaber von Tanzhallen passiv konsumieren, sondern aktiv in das Musikbusiness eingreifen. Dazu gründete er 1948 das Plattenlabel Tico Records, benannt nach einem lateinamerikanischen Standard Tico-Tico no Fubá. Schon bald gelang es ihm, Künstler für das neue Label zu gewinnen. Einflussreiche Bands wie Tito Puente, Joe Loco, Machito und Tito Rodríguez wurden akquiriert. Alleine Puente soll 156 Aufnahmen für den Tico-Katalog eingespielt haben. Mehr als eine Nische konnte Goldner hiermit nicht belegen, denn sein Katalog kam nicht in die Charts. Puente verließ während eines Produktionsstops bei Tico Records im Jahre 1955 das Label.

The Crows – Gee

Frankie Lymon & The Teenagers – Why Do Fools Fall In Love

Um nicht von diesem Nischenangebot abhängig zu werden, konzentrierte sich Goldner parallel auf den Rhythm and Blues und begann, systematisch die Straßen New Yorks nach „Streetcorner harmony groups“ abzusuchen. Da Tico mit lateinamerikanischer Musik identifiziert wurde, gründete er Anfang 1953 das Plattenlabel Rama Records, dessen Büros in 220 West 42nd Street lagen. Hier sollte „race music“ aufgenommen werden – wie R&B damals noch genannt wurde. Bereits mit der Katalog-Nr. „Rama 5“ gelang ihm der Zugang zur Hitparade. Er las das Quartett The Crows in Harlem zwischen der 142. Straße und 7th Avenue auf, brachte sie in ein Tonstudio und ließ sie ihre Eigenkomposition Gee im April 1953 intonieren. Die Publikumsresonanz kam jedoch erst im März 1954, als es bis # 14 der Pop-Charts vordrang. Der Song ist, dank eines schnellen Tanzrhythmus, in die Pop-Annalen als eine der ersten Rock-&-Roll-Songs eingegangen. Zum Label stießen die Valentines (ab September 1955) und Harptones (ab November 1956). Da Radiostationen in ihren Programmen nur eine begrenzte Zahl von Platten desselben Labels zu spielen pflegten, gründete Goldner im November 1955 das Label Gee Records, benannt nach dem Stück Gee, seinem ersten Hitparadenerfolg als Plattenboss. Hierfür rekrutierte er The Cleftones und Frankie Lymon & the Teenagers. Die Cleftones brachten die erste Platte des Labels im Dezember 1955 mit You Baby You heraus, das mit 150.000 Platten eine # 78 in den Pop-Charts erreichte. Dann kam der Durchbruch mit Frankie Lymon & The Teenagers. Als dritte Platte des jungen Gee-Labels erschien am 10. Januar 1956 Why Do Fools Fall in Love, verkaufte in den ersten 3 Wochen 100.000 Exemplare, insgesamt 2 Millionen, und wurde zu einem guten Crossover (# 6 Pop-, # 1 R&B-Charts). Noch im Jahre 1956 – ohne weitere Erfolge der Labels abzuwarten – verkaufte er 50 % seiner Anteile von Gee Records an Joe Kolsky.

## Roulette Records
Die im Dezember 1956 von Goldner ins Leben gerufene Plattenfirma Roulette Records wurde zum umsatzstärksten aller je von ihm gegründeten Labels. Morris Levy wurde zum Präsidenten ernannt. Sie hatte die meisten Künstler unter Vertrag und war mit Pop, Jazz, Rhythm and Blues, Country and Western und sogar klassischer Musik breit aufgestellt. Auch die personelle Besetzung mit Hugo (Peretti) und Luigi (Creatore) als A&R-Leute, Richard Barrett, Sammy Lowe, Joe Reisman, Henry Glover und Teddy Reig als Produzenten war umfassender organisiert als bei seinen anderen Labels. Schon die erste Akquisition des Labels stellte sich als Glücksgriff heraus: Buddy Knox With The Rhythm Orchids, dem Rockabilly zuzuordnen, landete mit seinem im Februar 1957 veröffentlichten Party Doll auf Platz eins der Pop-Charts und setzte hiermit eine Million Platten um. Kurz darauf entdeckten Hugo und Luigi den Folk-Pop-Sänger Jimmie Rodgers, dessen erste im Juli 1957 veröffentlichte Single Honeycomb ebenfalls auf # 1 landete.
Schon im April 1957 berichtete das Billboard-Magazin, dass Goldner seine Beteiligungen an Roulette, Rama, Gee und Tico an das Morris Levy-Imperium veräußert habe. Goldner blieb jedoch in die Verwaltung eingebunden und konnte auf diese Weise den Katalog von 18 Interpreten bei Roulette ausbauen helfen.

## Weitere Plattenlabels

Chantels – Maybe

Goldner blieb seinem Muster treu. Anfang 1957 gründete er die Labels End und Gone Records. Als Produzenten holte er sich Richard Barrett, den Leadsänger der Valentines, der ein tiefes Musikverständnis besaß und auch ein Gefühl für Talente entwickeln konnte. So entdeckte Barrett das Mädchenquintett Chantels mit der guten Leadsängerin Arlene Smith. Barretts Produktion von He’s Gone mit den Chantels wurde als End 1001 im August 1957 veröffentlicht und zu einem mittleren Erfolg. Der große Erfolg kam mit dem am 16. Oktober 1957 in einer in Midtown Manhattan gelegenen Kirche aufgenommenen Maybe / Come My Little Baby (End #1005), das nach seiner Veröffentlichung im Dezember 1957 bis auf # 15 Pop/ # 2 R&B vordrang. Eine weitere Steigerung gelang dann mit Tears on My Pillow von Little Anthony & the Imperials, veröffentlicht im Juli 1958 und belohnte Goldner mit der bisher höchsten Chartplatzierung dieses Labels (# 4 Pop/ # 2 R&B). Die Flamingos waren zuvor schon bei immerhin 4 Labels, bevor sie ab Dezember 1958 bei End Records unter Vertrag standen. Aber hier landeten sie ihren größten Hit. Im April 1959 coverten sie den Oldie I Only Have Eyes For You, eine spektakuläre Ballade mit Harmonien unter Echo und einem fließenden Falsett (# 11 Pop, # 3 R&B).

Bill Haley & His Comets – Riviera

Auch die Isley Brothers, als regelrechte Label-Hopper bekannt, brachten ab Februar 1958 zwei Singles bei Gone heraus, ohne jedoch Eindruck zu hinterlassen. Mehr Eindruck hinterließen die Dubs mit ihrer ersten Gone-Single Don’t Ask Me To Be Lonely / Darling (Gone #5002), die im Juni 1957 auf den Markt kam und immerhin die Charts mit einer #72 streifte. Im August 1957 entstand dann Could This Be Magic / Such Lovin, das nach seiner Veröffentlichung im Oktober 1957 schon die #23 Pop erreichte. Die Dubs waren ein Beispiel für vokal klaren Doo-Wop, der nur für die Pop-Charts, nie jedoch für die R&B-Charts attraktiv war. Den Beginn ihrer späteren Karriere feierte die Folk-Pop-Autorin und -Sängerin Jackie DeShannon, als von ihr am 3. Juni 1957 als Gone #5008 die Single I’ll Be True / How Wrong Was I herauskam. Erst später sollte sie als Autorin von Welthits wie Needles And Pins berühmt werden. Der von Decca Records weggegangene Bill Haley versuchte mit Spanish Twist / My Kind of Woman, das am 21. August 1961 publiziert wurde, wenig überzeugend an der Twistwelle zu partizipieren (Gone #5111). Es folgte von der Band noch Riviera / War Paint (Gone #5116) im Oktober 1961, bevor sie zu dem noch kleineren Label Orfeon abwanderte.
Die meisten dieser Produktionen waren stilistisch ähnlich. Deutliche Lead- und Bass-Stimmen, oft mit A-cappella-Intonationen versetzt, und lautmalender Worteinlagen bei sparsamer Instrumentation mischten sich zu einem Stil, der als Doo-Wop-Sound bezeichnet wurde. Der überwiegende Teil der Produktionen erfolgte in den Bell Sound Studios in New York, da Goldner keine eigenen Tonstudios besaß.
„Innerhalb von nur 3 Monaten war Goldner von der Bildfläche verschwunden. Seine Anteile an Roulette, Tico, Rama und Gee wurden vollständig an Morris Levy übertragen“, berichtet das Star-Magazin Variety.

## Neue Aktivitäten
Im Rahmen der Payola-Skandale wurde Goldner im Januar 1960 wegen Bestechung von Disc-Jockeys verurteilt. Im Februar 1960 rief er Goldisc Records ins Leben, auf der die frühen Temptations und auch Little Richard mit 20 Gospel-Songs erschienen. 1962 verkaufte George Goldner die erfolgreichen End aud Gone-Labels wiederum an Morris Levy (dem bereits Roulette Records mit den Sub-Labels gehörte).
Im April 1964 traf Goldner auf die Erfolgsautoren und -Produzenten Jerry Leiber und Mike Stoller, die einen administrativen Partner für ihr neues Red Bird Records – Label suchten. Sie überließen ihm ein Dutzend Mastertapes, um seine Meinung über deren kommerzielles Potenzial zu hören. Er wählte Chapel of Love von den Dixie Cups aus, das dann als Red Bird 001 am 16. April 1964 veröffentlicht wurde und mit über 1,2 Millionen Umsatz die Nummer 1 der Pop-Charts erreichte. Weitere Erfolge mit den Dixie Cups, Shangri-Las und Ad-Libs schlossen sich an. Die überaus erfolgreiche Partnerschaft hielt bis April 1966, als Leiber und Stoller ihre Anteile an Goldner für einen symbolischen Dollar veräußerten. Goldner hielt Red Bird bis 1967, doch ohne Leiber/Stoller und die kreativen Mitarbeiter Jeff Barry / Ellie Greenwich und George „Shadow“ Morton gab es keine Hits mehr. Goldners letzter Versuch, mit der Gründung von Firebird Records erneut zu starten, scheiterte im Dezember 1969. Im nächsten Monat starb einer der wichtigsten Plattenbosse von New York an Herzinfarkt.
Jeder in der Branche wusste, warum Goldner seine gerade in einer Erfolgsphase befindlichen Labels immer wieder verkaufen musste: Goldner litt an schwerer Spielsucht (Pferdewetten) und war deshalb gezwungen, seine Plattenlabels zu veräußern, um Spielschulden abzubauen.